# عثمان بن ربيعة
الصحابي عثمان بن ربيعة بن أُهبان بن وهب بن حذافة بن جمح القرشيّ الجمحيّ، قال ابن إسحاق أنه كان من مهاجرة الحبشة في المرة الثانية، وقال الواقديّ: ابنه نبيه بن عثمان هو الذي هاجر إلى أرض الحبشة.